# Bulbucata
Bulbucata – wieś w Rumunii, w okręgu Giurgiu, w gminie Bulbucata. W 2011 roku liczyła 982 mieszkańców.